# Valençon
Der Valençon ist ein kleiner Fluss im Zentralmassiv von Frankreich, der im Département Allier der Region Auvergne-Rhône-Alpes nördlich der Stadt Vichy verläuft.

## Geografie

### Verlauf
Der Valençon entspringt einem kleinen See im Gemeindegebiet von Cindré, entwässert generell in westlicher Richtung und mündet nach rund 18 Kilometern an der Gemeindegrenze von Varennes-sur-Allier und Paray-sous-Briailles als rechter Nebenfluss in den Allier. Der Valençon quert im Mündungsabschnitt die Bahnstrecke Moret-Veneux-les-Sablons–Lyon-Perrache und die Autobahn-ähnlich ausgebaute Nationalstraße N7.

### Orte am Fluss
(Reihenfolge in Fließrichtung)
- L’Étang, Gemeinde Cindré
- Cindré
- Les Mahitons, Gemeinde Cindré
- L’Enfer, Gemeinde Treteau
- Les Plans, Gemeinde Boucé
- Valençon, Gemeinde Montoldre
- Rongères
- Varennes-sur-Allier